# Distrikt Tauripampa

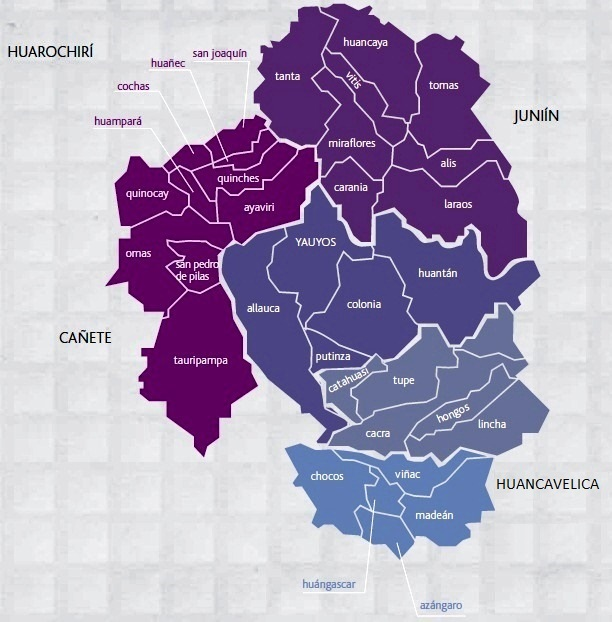
Karte der Provinz Yauyos

Der Distrikt Tauripampa liegt in der Provinz Yauyos in der Region Lima im zentralen Westen von Peru. Der Distrikt wurde im Jahr 1825 gegründet. Er besitzt eine Fläche von 531 km². Beim Zensus 2017 wurden 538 Einwohner gezählt. Im Jahr 1993 lag die Einwohnerzahl bei 733, im Jahr 2007 bei 573. Sitz der Distriktverwaltung ist die 3519 m hoch gelegene Ortschaft Tauripampa mit 407 Einwohnern (Stand 2017). Tauripampa befindet sich 31 km westsüdwestlich der Provinzhauptstadt Yauyos.

## Geographische Lage
Der Distrikt Tauripampa befindet sich in der peruanischen Westkordillere im südlichen Westen der Provinz Yauyos. Der Osten und Süden des Distrikts werden über die Quebrada Acancha nach Süden entwässert, der Norden und Westen liegen im Einzugsgebiet des Río Omas.
Der Distrikt Tauripampa grenzt im Südwesten und im Westen an die Distrikte Nuevo Imperial, Quilmaná und Coayllo (alle drei in der Provinz Cañete), im Nordwesten an die Distrikte Omas und San Pedro de Pilas, im Osten an den Distrikt Allauca sowie im Südosten an den Distrikt Pacarán (Provinz Cañete).